# Sonia canadana
Sonia canadana är en fjärilsart som beskrevs av Mcdunnough 1925. Sonia canadana ingår i släktet Sonia och familjen vecklare. Inga underarter finns listade i Catalogue of Life.